# Веруно
Веру̀но (на италиански: Veruno, на местен диалект: Vrum, Върум) е село в Северна Италия, община Гатико-Веруно, провинция Новара, регион Пиемонт. Разположено е на 300 m надморска височина.